# Ляоди
Пагода Ляоди (кит. трад. 料敵塔, упр. 料敌塔, пиньинь Liàodí Tǎ, буквально: «предвидеть намерения противника») — китайская пагода, расположенная в монастыре Кайюань в уезде Динчжоу, провинция Хэбэй. Ляоди является самой высокой сохранившейся китайской пагодой, построенной в средние века, и самой высокой кирпичной пагодой в мире, построенной в XI веке, во времена империи Сун (960—1279). Высота пагоды составляет 84 метра, она основывается на большой платформе с восьмиугольным основанием. По окончании строительства в 1055 году пагода Ляоди превзошла высоту самой высокой на тот момент пагоды в Китае, центральной пагоды ансамбля Трёх пагод, высота которой составляет 69,13 метра. Кроме того, также самой высокой пагодой из средневековья считалась 100-метровая деревянная башня пагоды в Чанъане, построенная в 611 году императором Суй Ян-ди, но она не сохранилась.

## История
Строительство пагоды из камня и кирпича началось в 1001 году, во время правления императора Чжэнь-цзуна, и было завершено в 1055 году, во время правления Жэнь-цзуна. Император Чжэнь-цзун намеревался получить буддийские писания, собранные китайским монахом Хуэйнэном из Индии, хранящиеся на месте пагоды. Благодаря своему удачному стратегическому расположению, пагода использовалась в качестве сторожевой башни для обнаружения вражеских вторжений с севера, из государства Ляо. Первоначально пагода называлась Кайюань, но в результате применения её в военных целях, она стала известна как пагода Ляоди, что буквально означает «предвидеть намерения противника».
Ещё одной пагодой подобной высоты и конструкции является Чунвэнь, находящаяся в провинции Шэньси. Она была построена в 1605 году, во время империи Мин, и её высота составляет 79 метров, что делает его второй по высоте китайской пагодой, построенной в средние века.

## Описание
На каждом этаже пагоды Ляоди располагаются каменные карнизы, двери и окна (с ложными окнами с четырёх сторон восьмиугольной внешней стены), а первый этаж вместо карниза имеет балкон. Пагода увенчана шпилем из бронзы и железа. Внутри поднимается большая лестница и большой столб в форме другой, меньшей в диаметре пагоды. Окрашенные настенные фрески и каменные стелы с китайской каллиграфией в пагоде датируются периодом династии Сун, когда пагода и была построена.

## Галерея

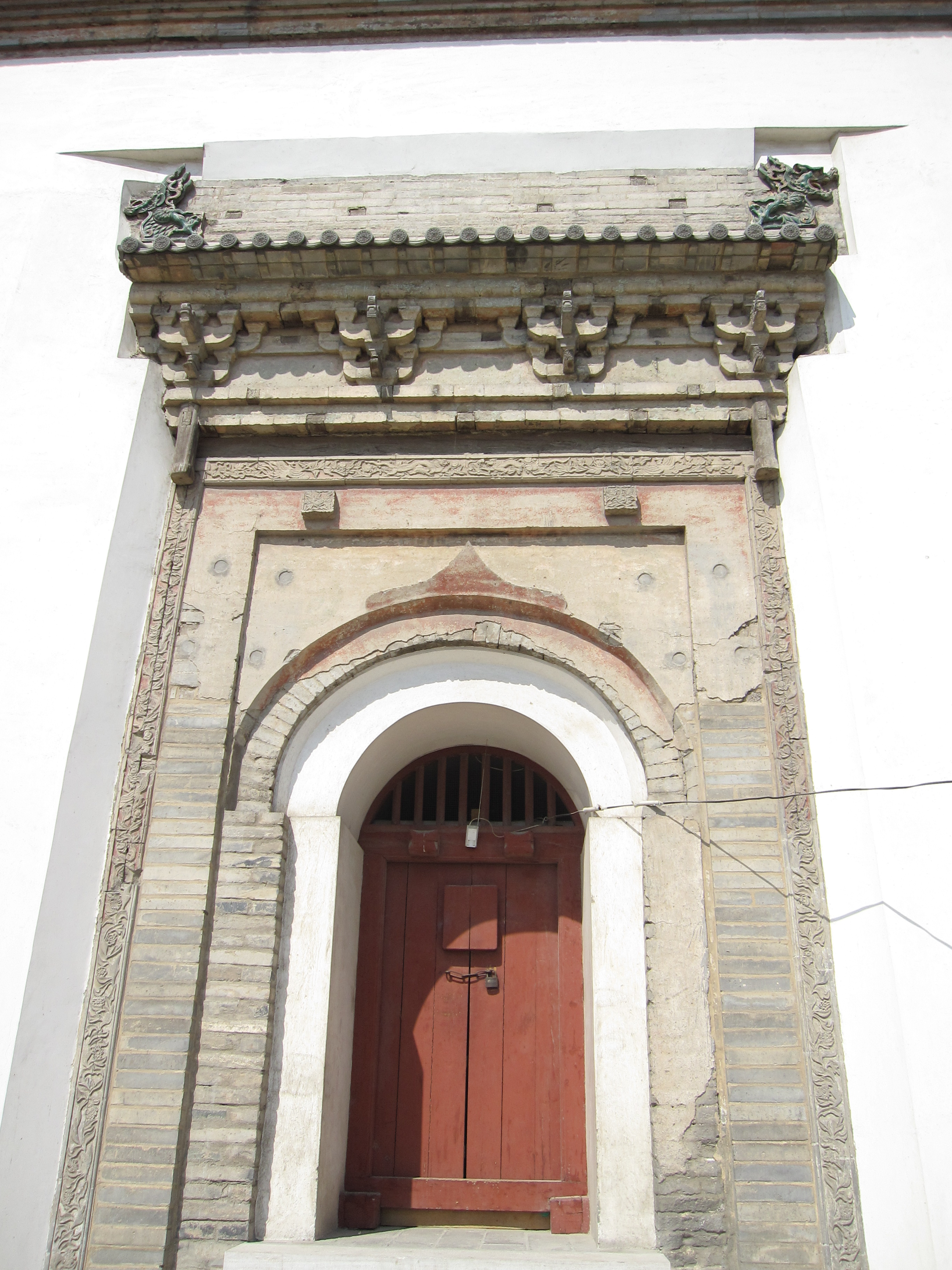
Вход в пагоду
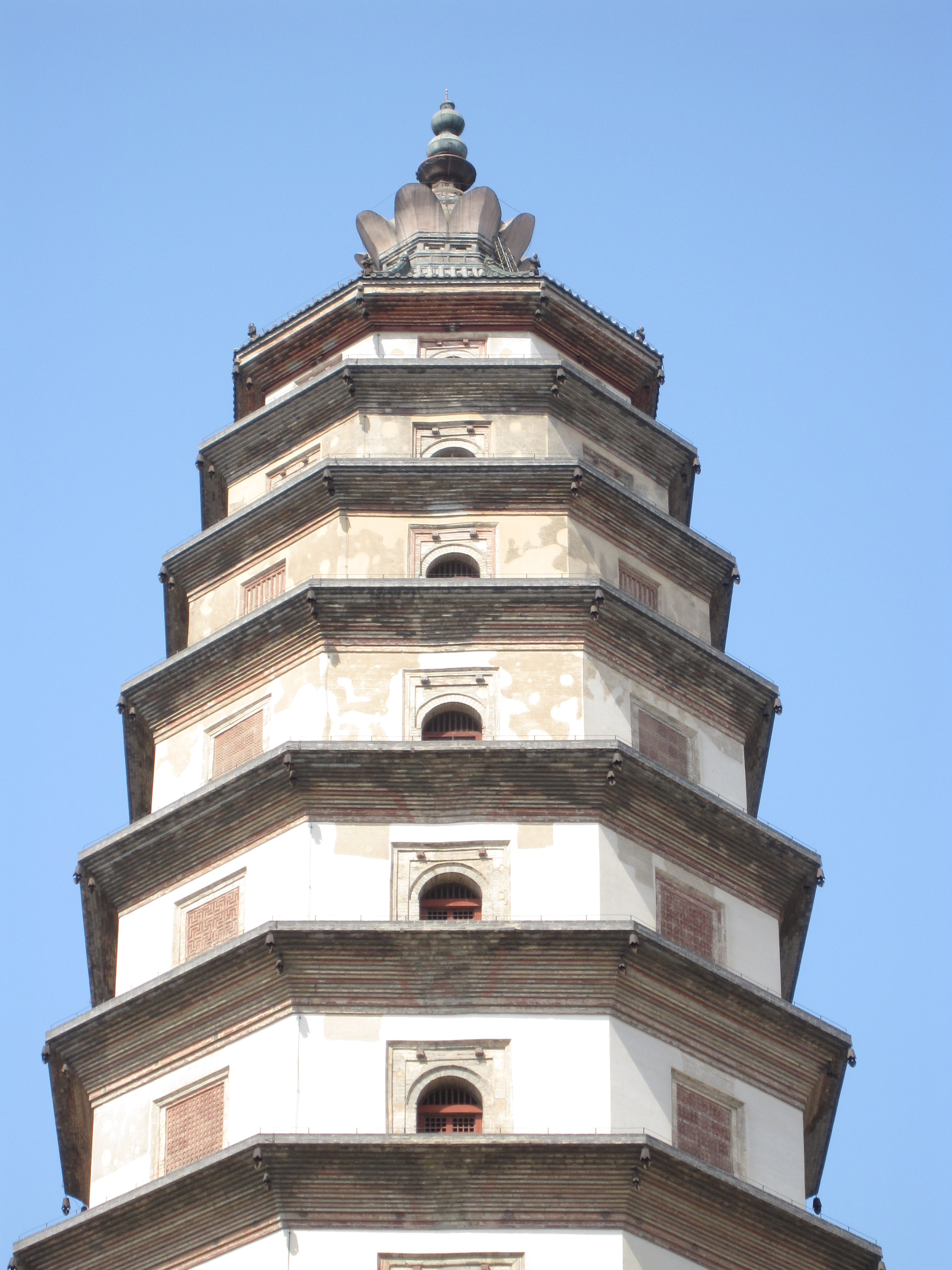
Верхняя часть со шпилем
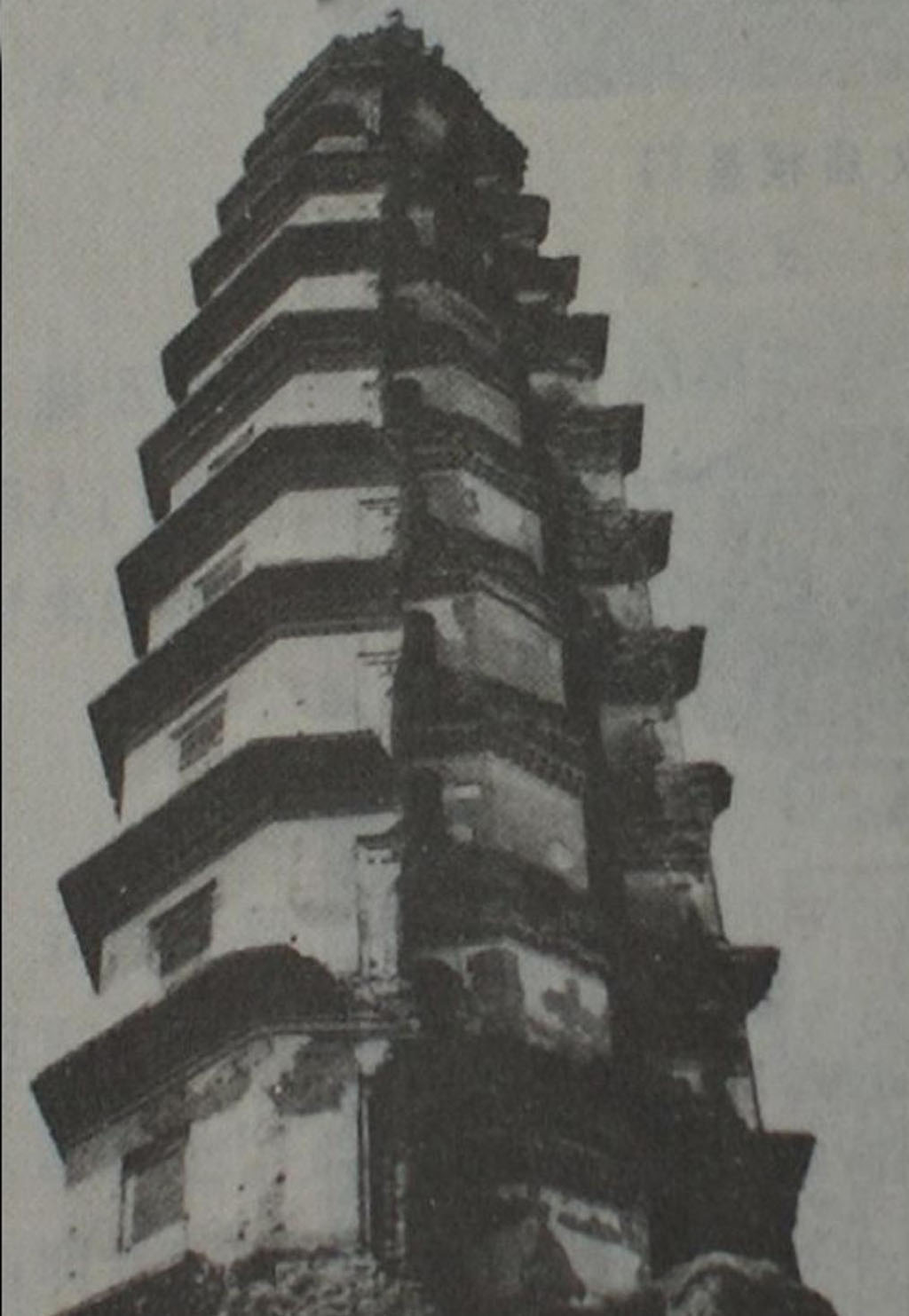
Разрушенная во время землетрясения сторона пагоды, 1935